# Цаблована
Цаблована (груз. წაბლოვანა) — село в Грузии. Находится в Хашурском муниципалитете края Шида-Картли. Высота над уровнем моря составляет 800 метров. Население — 84 человека (2014).